# Dammtjärnen (Lycksele socken, Lappland, 720071-165496)
Dammtjärnen är en sjö i Lycksele kommun i Lappland och ingår i Umeälvens huvudavrinningsområde.